# Givaudan
Givaudan, «Живода́н» — швейцарская компания, крупнейший в мире производитель пищевых ароматизаторов и парфюмерных композиций (отдушек) для парфюмерной промышленности, косметики и бытовой химии. Штаб-квартира в Вернье, Швейцария.
Флэйвористы компании создают ароматы для производства напитков, кондитерских изделий, молочных продуктов, мясопереработки и других сегментов пищевой промышленности. Также, они заняты разработками комплексных систем для пищевой промышленности, таких как уменьшение содержания соли в продуктах, понижение содержания сахара и т. д.
Парфюмеры компании заняты созданием парфюмерных композиций для освежителей воздуха, детергентов, стиральных порошков и других ингредиентов для стирки, ароматов для дома, а также «высокой парфюмерии» для самых ведущих мировых брендов.

## История
Компания Givaudan была основана братьями Леоном и Ксавье Живодан в Цюрихе в 1895 году, через три года операции были перенесены в Вернье в окрестностях Женевы. Компания занялась производством синтетических ароматизаторов, таких как мускус, фенилэтиловый спирт и иононы, но работала также и с натуральными ароматами. Givaudan одной из первых начала предлагать свою продукцию для ароматизации косметики и мыла. В 1917 году в Лионе был создан французский филиал, а в 1924 году в Клифтоне (Нью-Джерси, США) был открыт завод, ставшим основным для компании. В 1946 году в Грасе на юге Франции компания открыла первую в мире школу парфюмеров. В 1950-х годах были открыты предприятия в Англии, Бразилии и Испании.

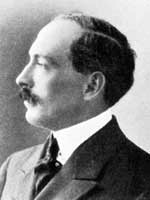
Леон Живодан

В 1963 году Givaudan была приобретена корпорацией Hoffmann–La Roche, а в 1964 году Hoffmann-La Roche приобрела одного из конкурентов Givaudan — Roure. В середине 1970-х годов компания разработала технологию ScentTrek — сбора ароматов в свободном пространстве (Headspace technology). На заводе ICMESA в городе Севезо (Италия) 10 июля 1976 года произошла авария — большая утечка газообразного диоксина; этот завод использовали как Hoffmann-La Roche, так и Givaudan. В 1990 году Givaudan была объединена с компанией Fritzche, Dodge & Olcott, основанной в 1796 году. В 1991 году две парфюмерных компании в составе Hoffmann-La Roche были объединены в одну, Givaudan-Roure. В 2002 году Givaudan приобрела FIS — ароматическое подразделение Nestle
В 1997 году Givaudan приобрела за 1,1 млрд долларов ещё один «дом ароматов», Tastemaker, со штаб-квартирой в Цинциннати, Огайо, став таким образом крупнейшим в мире производителем ароматов. Мощности Givaudan в Цинциннати стали для компании её головным офисом для всего североамериканского региона. В 2000 году Givaudan-Roure отделилась от своей материнской компании, вернулась к своему исходному названию «Живодан» и разместила акции на Швейцарской бирже. В августе 2000 года в Бангалоре (Индия) был открыт новый завод компании, удвоивший её объём производства; в ноябре того же года был открыт научно-исследовательский центр в Шанхае.
22 ноября 2006 года компания объявила о покупке Quest International, которая была завершена в первом квартале 2007 года. 21 февраля 2007 года сделка была одобрена Еврокомиссией, власти США одобрили сделку месяцем раньше. Сделка была завершена 2 марта 2007 года, став самой крупной сделкой во всей истории мировой индустрии вкуса и аромата. Благодаря этому приобретению Givaudan стала мировым лидером в обоих сегментах своей деятельности — пищевых ароматизаторах и парфюмерных композициях. Приобретение Quest International позволило Givaudan увеличить оборот на 42 % — с 2,909 млрд швейцарских франков до 4,132 млрд в 2007 году.

## Собственники и руководство
Акции компании котируются на Швейцарской бирже. Крупнейшим акционером является Фонд Билла и Мелинды Гейтс, ему принадлежит 13,86 % акций. Другими крупными акционерами по состоянию на 2023 год были Winder Pte. Ltd. (Сингапур, 4,96 %), The Vanguard Group (США, 3,10 %), UBS Asset Management Switzerland (Швейцария, 1,61 %), Государственный пенсионный фонд Норвегии (1,59 %), Credit Suisse Asset Management (1,24 %), Pictet Asset Management (1,11 %).
- Кальвин Гридер (Calvin Grieder, род. в 1955 году) — председатель совета директоров с 2017 года; ранее (с 2001 по 2016 год) был генеральным директором немецкой компании Bühler, производителя оборудования для пищевой промышленности[15].
- Жиль Андрье (Gilles Andrier, род. в 1961 году) — генеральный директор (CEO) с 2005 года, в компании с 1993 года, до этого работал в консалтинговой компании Accenture[16].

## Деятельность
Компания Givaudan является одним из крупнейших в мире производителей ароматизаторов и отдушек. Производственные мощности насчитывают 79 предприятий. Подразделения компании по состоянию на 2022 год:
- пищевкусовые ароматизаторы — разработка и производство ароматизаторов для пищевых продуктов, включая снеки, супы, соусы, мясные и молочные продукты, напитки и кондитерские изделия, 54 % выручки;
- отдушки — производство парфюмерных композиций для косметики, парфюмерии и бытовой химии, 46 % выручки.

Распределение выручки по регионам: Европа — 27 %, Северная Америка — 26 %, Азиатско-Тихоокеанский регион — 25 %, Латинская Америка — 12 %, Африка и Ближний Восток — 9 %.
Givaudan — одна из наиболее признанных парфюмерных компаний в мире, ведущая в индустрии парфюмерных композиций. Несмотря на то, что работа над потребительской продукцией является секретной, отдел по разработкам тонких ароматов хорошо известен созданием первого дизайнерского аромата для Эльзы Скиапарелли в 1934 году. 
Такие модельеры как Кельвин Кляйн, Том Форд, Марк Джейкобс, Ральф Лорен, дома моды Биджан, Нина Риччи, Хьюго Босс, Пако Рабан, а также такие знаменитости, как Майкл Джордан, создали свои собственные духи совместно с парфюмерами Givaudan.
В списке крупнейших публичных компаний мира Forbes Global 2000 за 2023 год Givaudan заняла 1102-е место.

## Основные конкуренты
По данным компании её основными конкурентами являются:
- International Flavors & Fragrances (IFF)
- Firmenich[англ.]
- Symrise
- Takasago International Corporation[англ.]